# SK Vorwärts Steyr
SK Vorwärts Steyr – austriacki klub piłkarski, grający obecnie w Regionallidze, mający siedzibę w mieście Steyr, leżącym w Górnej Austrii.

## Historia
Klub został założony w 1919 roku jako Steyrer Fußballklub Vorwärts. W 1949 roku pierwszy i jedyny raz dotarł do finału Pucharu Austrii, w którym uległ 2:5 Austrii Wiedeń. Natomiast w 1950 roku zespół pierwszy raz awansował do pierwszej ligi Austrii, ale spadł z niej po roku. Kolejny awans nastąpił dopiero w 1988 roku. W 1991 i 1992 roku zajął najwyższe miejsce w swojej historii – miejsce 7. W 1995 roku wystąpił w Pucharze Intertoto, jednak w decydującej fazie odpadł po meczach z RC Strasbourg. W 1996 roku zespół spadł z ligi, a powrócił do niej w 1999 roku, jednak pobyt w ekstraklasie trwał rok. Przechodził jednak kłopoty finansowe, a zadłużenie sięgnęło 50 milionów szylingów. Klub miał problemy z otrzymaniem licencji i obecnie występuje w amatorskiej Landeslidze.

## Sukcesy
- 12 sezonów w pierwszej lidze: 1950–1951, 1988–1996, 1999
- Finał Pucharu Austrii: 1949
- 13 razy mistrzostwo Górnej Austrii

## Reprezentanci kraju grający w klubie
- Erwin Fuchsbichler
- Andreas Heraf
- Thomas Hickersberger
- Tomislav Kocijan
- Johann Kogler
- Manfred Linzmaier
- Daniel Madlener
- Alex Manninger
- Richard Niederbacher
- Gerald Piesinger
- Peter Reiter
- Peter Stöger
- Alfred Roscher
- / Željko Vuković
- Walter Waldhör
- Christoph Westerhaler
- Amarildo Zela
- Alaksandar Miatlicki
- Kenan Hasagić
- Elvir Rahimić
- Ivo Knoflíček
- Richard Naawu
- George Datoru
- Leszek Iwanicki
- Marek Koniarek
- Ołeh Błochin
- Henry McKop

## Europejskie puchary
Legenda do wszystkich tabel:
- Q – runda eliminacyjna, 1/16, 1/8, 1/4, 1/2 – odpowiednia faza rozgrywek, Grupa – runda grupowa, 1r gr – pierwsza runda grupowa, 2r gr – druga runda grupowa, F – finał, R – runda, PO – play-off
- k. – rzuty karne, los. – losowanie, Dogr. – dogrywka, w. – zasada bramek strzelonych na wyjeździe

| Sezon | Rozgrywki        | Runda    | Klub                | Dom     | Wyjazd  | Ogólnie    |
| ----- | ---------------- | -------- | ------------------- | ------- | ------- | ---------- |
| 1995  | Puchar Intertoto | Grupa 12 | AÓ Iraklís          | 3–0     |         | 1. miejsce |
| 1995  | Puchar Intertoto | Grupa 12 | Paneryż Wilno       |         | 1–1     | 1. miejsce |
| 1995  | Puchar Intertoto | Grupa 12 | Spartak Płowdiw     | 2–0     |         | 1. miejsce |
| 1995  | Puchar Intertoto | Grupa 12 | Eintracht Frankfurt |         | 2–1     | 1. miejsce |
| 1995  | Puchar Intertoto | 1/8      | RC Strasbourg       | 0–4 (W) | 0–4 (W) | 0–4 (W)    |